# Quallenfisch
Der Hirten- oder Quallenfisch (Nomeus gronovii, von griechisch Νομεύς ‚Hirte‘), ein bis 40 cm langer Vertreter der Galeerenfische innerhalb der Scombriformes, ist zwar weit verbreitet, birgt aber noch manches biologische Geheimnis. Bekannt ist er durch sein Zusammenleben mit der Staatsqualle (Siphonophora) Physalia (der „Portugiesischen Galeere“ – daher auch „Galeerenfisch“). Im Artnamen hat Johann Friedrich Gmelin, der vorwiegend Botaniker war, das Andenken zweier holländischer Kollegen, nämlich des Jan Frederik Gronovius († 1762) und dessen Sohnes Laurens Theodor Gronovius († 1777), verewigt: Alle drei waren Mitarbeiter und Freunde Carl von Linnés.

## Merkmale
Der Quallenfisch zeigt die Gestalt der „Stromateoiden“ mit gerundeter Kopfprofillinie, weicht aber ab durch seine geteilte Rückenflosse und (besonders in der Jugend sehr) große, schwarze Bauchflossen, die innen sogar durch Haut mit dem Bauch verwachsen sind. Beim Wachstum bleiben aber die Bauchflossen zurück und die Brustflossen legen zu. Der silbrige Fisch ist besonders in der Jugend dunkelblau gefleckt; später ist der ganze Rücken dunkelblau, die Seiten sind noch lange schwarzfleckig. Die schwarzrandige Schwanzflosse ist tief gespalten. Die Seitenlinie verläuft über 57 oder 58 Schuppen. Der Kopf ist zum Teil beschuppt. Die Kieferzähne sind klein, bilden aber in je einer Reihe oben und unten eine feine Kneifzange. Vomer und Palatine sind fein bezahnt, die Basibranchialia sind unbezahnt. Auf dem ersten Kiemenbogen stehen 24–28 Branchiospinen. Die Wirbelsäule besteht aus 41 Elementen (ähnlich wie bei den Verwandten).
- Flossenformel: D1 IX–XII, D2 I/24–29, A I–II/24–29, P 21–23, V I/5.

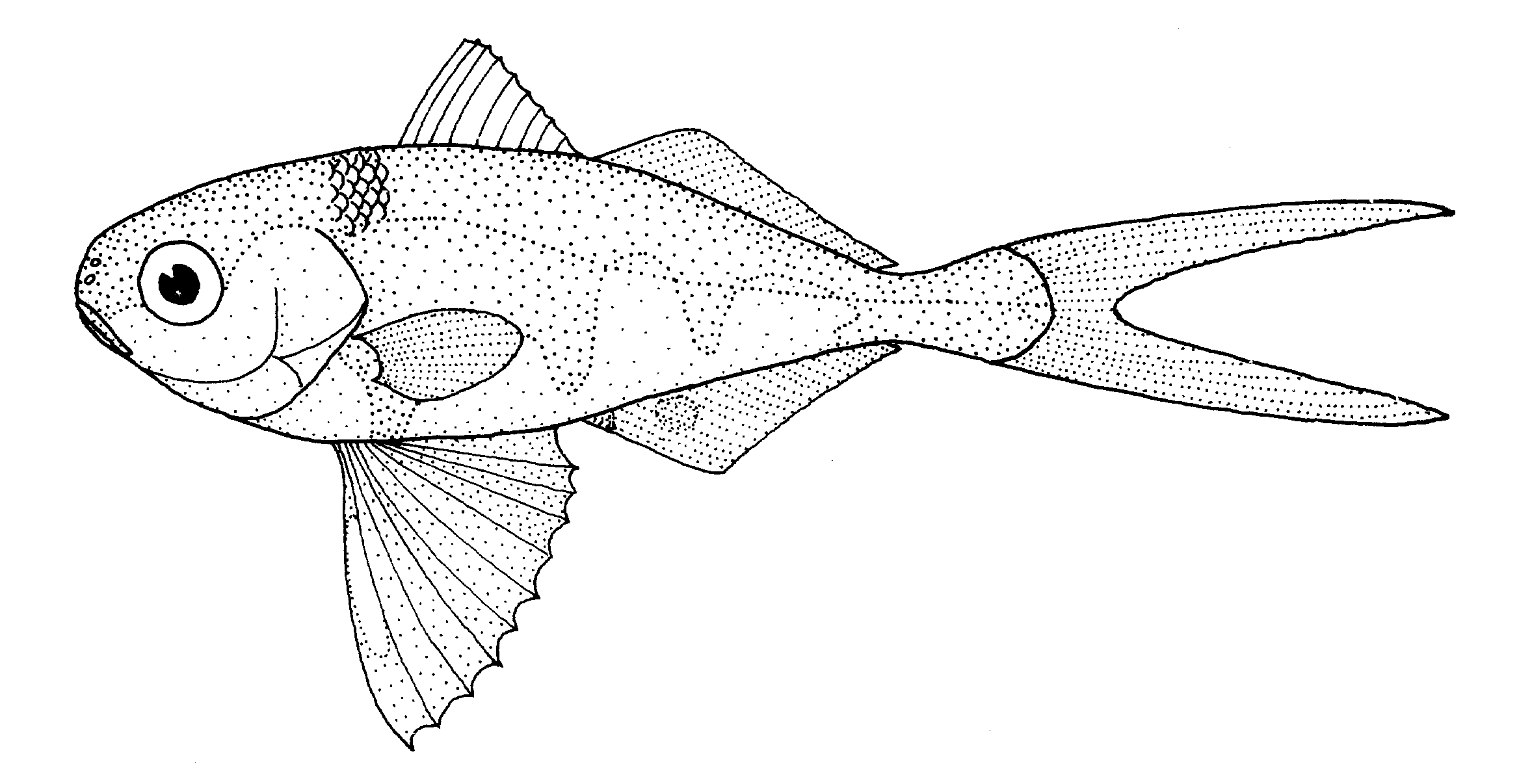
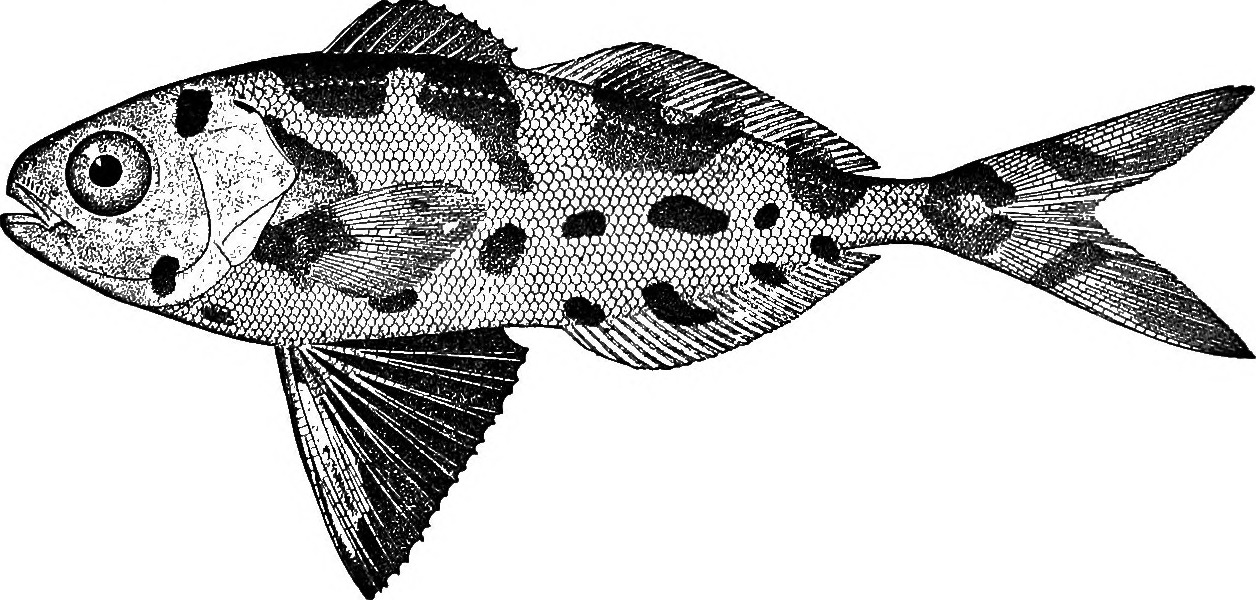

## Lebensweise
Die Larven schlüpfen in küstennahem Freiwasser. Ab einer bestimmten Größe suchen sie Anschluss an Exemplare der blauen Staatsqualle Physalia physalis, die ihnen dank ihren starken Nessel-Batterien Schutz gewährt. Aquarienbeobachtungen (Jenkins 1983) zeigten freilich, dass Nomeus dann nicht nur Plankton frisst, sondern von der Qualle auch Polypen- und Gonadenteile abbeißt, sich also ektoparasitisch verhält. (Für die Siphonophore ist dies dank ihrer Regenerationsfähigkeit aber keineswegs gefährlich.) Es scheint, dass Nomeus sich nicht Quallen-Schleim als Schutzschicht aneignet (vgl. Amphiprion), sondern nur die Nesselfäden meidet und gegenüber gelegentlichen Kontakten auch recht unempfindlich ist. Dass die Schuppen sehr locker eingebettet sind und leicht ausfallen, mag dabei ein weiterer Vorteil des Fisches sein (die Schuppen lassen sich leicht erneuern). Dennoch kommt es auch vor, dass ein („unvorsichtiger“; geschwächter?) Nomeus von der Qualle gefressen wird. Wenn eine Qualle strandet, bleibt der Fisch bis zum Ufer unter ihr, flüchtet dann erst. Die geschlechtsreifen Tiere scheinen aber auch ohne Quallen bis in die Tiefsee (1000 m) vorzudringen, sie fressen Nekton (Krebse, Fische, Salpen, Hydrozoen u. a.).

## Verbreitung
Gemeinsam mit der Staatsqualle kommt der Hirtenfisch besonders im subtropischen Westatlantik vor und driftet dann auch mit dem Golfstrom. Er ist aber auch von Brasilien, den Kanaren, São Tomé und Südwestafrika bekannt, ferner aus dem Indischen und Pazifischen Ozean (bes. nördliche Hemisphäre). Im Mittelmeer fehlt er.

## Weblink
- Quallenfisch auf Fishbase.org (englisch)